# Pako Aristi
Pako Aristi Urtuzaga (Urrestilla, Guipúzcoa, 17 de septiembre de 1963) es un escritor y periodista español.

## Biografía
Cursó sus primeros estudios con los frailes de la Orden Betharran y posteriormente se licenció en Periodismo por la Universidad del País Vasco, en Lejona. Colabora en varios medios de comunicación escribiendo artículos de opinión, entrevistas y reportajes en diversos periódicos.4 Además de colaborar en La Voz, Egin, Liberación, Euskadi Irratia y Herri Irratia, ha sido guionista de EiTB. Ha sido organista de la iglesia de Urrestilla y domina otros instrumentos, entre ellos la gaita, debido a sus numerosas estancias en Galicia.

## Carrera literaria
En 1984 decidió vivir de la literatura y de colaboraciones esporádicas en prensa. En 1985 publicó sus dos primeros libros que tuvieron gran repercusión y reconocimiento: por un lado, su primera novela, Kcappo. Tempo di tremolo (Erein) y Euskal Kantagintza berria (Erein), sobre la historia de la canción vasca de 1961 a 1985, en la que por primera vez se daban detalles de la ruptura del grupo Ez Dok amairu. Kcappo fue la primera novela de una trilogía, compuesta por Irene, tempo di adagio (Erein, 1987) y Krisalida (Erein, 1990).
En cuanto a la poesía, su primera obra publicada fue Iraileko ipuin eta poemak (Elkar, 1989) y le sucedieron Castletown (Erein, 1996) y Oherako hitzak (Erein, 1998).
En 1992 y 1993 ganó el Premio Rikardo Arregi por su labor periodística.
En 1998 recibió el Premio de la Crítica de narrativa en euskera que concede anualmente la Asociación Española de Críticos Literarios por su novela Las buenas palabras (Urregilearen orduak).
En 1999, Aristi ofreció el espectáculo Tribuaren hitz galduak, junto al músico Mikel Markez cuyo resultado fue publicado en un disco. Al año siguiente publicó la crónica de un viaje que hizo con Markez por tierras venezolanas titulado Venezuela, iraultza isilaren hitzak (Txalaparta).También en el año 2000 publicó Nire Uztapide, una biografía heterodoxa sobre el vertsolari Uztapide que quería mostrar lo que éste había silenciado en su autobiografía.
Aristi también ha trabajado la literatura infantil y juvenil. publicando Matinellok ez du kukurik entzuten (Erein, 1985), Zazpi pirata baltsa batean (Erein, 1988), Azken lamiaren bila (Erein, 1991), Benetako lagunen aterbea (Ibaizabal, 1998) y Nemesioren itzala (Elkar, 2005), entre otros.
Como muestra de la buena acogida por parte de lectores, la obra titulada Gauza txikien liburua (Erein, 2004), que se ha clasificado en el campo de ensayo, fue galardonada con el premio Beterriko Liburua.
En 2008 fue galardonado con el Premio Literario de Teatro Toribio Altzaga de Euskaltzaindia y la BBK, por la obra Dukatiren proposamena.

## Obra

### Narración
- Narrazti ozena (1982, Ayuntamiento de Azpeitia)
- Los informes informales (Auto-stopeko ipuinak, 1994, Erein)
- Note Book (2005, Erein)

### Novela
- Kcappo, tempo di tremolo (1985, Erein)
- Irene, tempo di adagio (1987, Erein)
- Krisalida (1990, Erein)
- Las buenas palabras (Urregilearen orduak, 1998, Erein)
- Rosa itzuli da (2018, Erein)

### Ensayo
- Gauza txikien liburua (2004, Erein)
- Los papeles de la independencia (Independentziaren paperak, 2012, Erein)
- Euskararen isobarak (2014, Erein)

### Poesía
- Castletown (1996, Erein)
- Oherako hitzak (1998, Erein)
- XX. mendeko poesia kaierak - Pako Aristi (2001, Susa). Edición de Koldo Izagirre.
- Libreta horiko poemak (2003, Susa)
- Urari ostutako poemak (2014, Susa)
- Arrotz eta eder (2016, Susa)
- Maitatu zure egunak (2018, Erein)

### Antologías
- Tres cuadernos y un destino. (2007, Bassarai). Contiene:  Libreta horiko poemak, Gauza txikien liburua; Note book

### Literatura Infantil y Juvenil
- Martinellok ez du kukurik entzuten (1985, Erein)
- Martinelo eta sei pirata (1986, Erein)
- Miren, Garbiñe eta sorgin baten komeriak (1987, Elkar)
- Zazpi pirata balsa batean (1987, Erein)
- Jantoki txinoan (1991, Erein)
- Itsasontzi baten (1991, Erein)
- Azken lamiaren bila (1991, Erein)
- Keniako tximeleta (1991, Erein)
- Din, dan, don... kanpai-lapurrak non? (1996, Elkar)
- Benetako lagunen aterbea (1998, Ibaizabal)
- Nire Uztapide (2000, Bertsolari liburuak)
- Egun normal bat amonaren baserrian (2001, Erein)
- Deborah hondartza bakarti batean (2002, Erein)
- Kuxkuxero press (2003, Erein)
- Nemesioren elefantea (2004, Elkar)
- Nemesioren itzala (2005, Elkar)
- Txabola terapeutikoa (2006, Elkar)
- Zazpi pirata baltsa batean (2007, Erein)
- Ez zait irakurtzea gustatzen eta zer? (2008, Elkar)
- Hamasei paisaia eta paralitiko bat (2008, Erein)
- Elurte bateko ipuinak (2009, Erein)
- Miren nunca mais! (2010, Elkar)
- Nemesioren trikitixa (2010, Elkar)
- Scott Berberaneren bizitzako lehen pausoak (2011, Elkar)
- Armiarma txiki baten epopeia handia (2015, Erein)

### Crónica
- Euskal kantagintza berria (1985, Erein)
- Venezuela, iraultza isilaren hitzak (2000, Txalaparta)
- Bokadillo baten truke. Antzerki amateurra Azpeitian (2004, Ayuntamiento de Azpeitia)

### Biografías
- Gelatxo, soinuaren bidaia luzea (2001, Euskal Herriko Trikitrixa Elkartea)
- Mikel Garmendia (2001, Ayuntamiento de Azpeitia)
- Kontxu Odriozola, antzerkia bizitzaren edergarri (2002, Uztarria)
- Ignazio Loiolakoa: aingeruen gerlaria (2011, Elkar)
- Jose Maria Iparragirre: haizearen semea (2011, Elkar)
- Plazer bat izan duk, Benito! (2012, Elkar)

### Artículos
- Bezperan entregatu nituenak (1989, Elkar)
- Udan lan egiten zuen gizona (2007, Erein)

### Narración-Poesía
- Iraileko ipuin eta poemak (1989, Elkar)

### Teatro
- Josu Dukatiren proposamena  (2009, Euskaltzaindia / BBK)

## Premios
- 1992, Premio de Periodismo Rikardo Arregi, por Klik' baten ondorenak[10]
- 1993, Premio de Periodismo Rikardo Arregi, por Selma Husley.[11]
- 1998,  Premio de la Crítica de narrativa en euskera, por Urregilearen orduak (Las horas incontables).[1][8]
- 2008, Premio Literario de Teatro Toribio Altzaga de Euskaltzaindia y la BBK, por Josu Dukatiren proposamena.[4]